# (37735) Riccardomuti
1996 VL (asteroide 37735) é um asteroide da cintura principal. Possui uma excentricidade de 0.25591330 e uma inclinação de 5.79305º.
Este asteroide foi descoberto no dia 1 de novembro de 1996 por Vincenzo Silvano Casulli em Colleverde.